# Sándor Tar
Dans le nom hongrois Tar Sándor, le nom de famille précède le prénom, mais cet article utilise l’ordre habituel en français Sándor Tar, où le prénom précède le nom.
Sándor Tar, né le 5 avril 1941 à Hajdúsámson et mort le 30 juin 2005 à Debrecen, est un écrivain hongrois.

## Biographie
Originaire de la région de Debrecen, où il a passé toute sa vie, il a travaillé en usine comme ouvrier, puis comme contremaître, jusqu'à son licenciement, en 1992, dans le cadre des privatisations du gouvernement Antall. Il a passé ses dernières années dans la pauvreté. En 1999, il a reconnu que, victime d'un chantage à cause de son homosexualité, il avait été obligé de collaborer un tant soit peu avec la police politique en rédigeant des rapports sur János Kenedi, éditeur de la revue littéraire Mozgo Vilag, qui lui a pardonné.
Dans ses chroniques et courts récits, Sándor Tar évoque avec prédilection la vie des sous-prolétaires qu'il connaît par expérience. Ouvriers au chômage et sans perspectives de retrouver du travail, ou paysans démunis de tout, ils vivent dans une misère matérielle, intellectuelle et sexuelle effrayante et ne trouvent bien souvent qu'un moyen d'oublier un instant leur vie sordide : l'alcool.

## Prix et récompenses
- Prix Attila József (1997)
- Prix Sándor Márai (1998)

## Œuvres

### En hongrois
- A 6714-es személy, 1981 (Train no 6714).
- A te országod, 1993 (Que ton règne arrive).
- A mi utcánk, 1995 (Notre rue)
- Szürke galamb, 1996 (Le pigeon gris)
- Lassú teher 1998 (Transport lent).
- Nóra jön : valogatott es új novellak, 2000 (Nóra arrive: nouvelles choisies et récentes).
- A térkép szélén, 2003 (Sur le bord de la carte).
- Az alku : gonosz történetek, 2004 (Le marchandage: histoires méchantes).

### En français
- Tout est loin, Actes Sud, 1996. Traduction de Patricia Moncorgé.
- Choucas et autres nouvelles, Actes Sud, 1998. Traduction de Patricia Moncorgé.
- Notre rue, Actes Sud, 2001. Traduction de Patricia Moncorgé.